# O Chapéu Florentino
O Chapéu Florentino (em alemão:  Der Florentiner Hut) é um filme alemão do género comédia, realizado por Wolfgang Liebeneiner e escrito por Bernd Hofmann e Horst Budjuhn, com base na peça teatral francesa Un chapeau de paille d'Italie de Eugène Labiche. Estreou-se na Alemanha em abril de 1939, e em Portugal a 8 de fevereiro de 1940, com um prólogo realizado em português por Arthur Duarte.

## Elenco
- Heinz Rühmann como Theo Farina
- Herti Kirchner como Helene Farina
- Christl Mardayn como Pamela
- Paul Henckels como Bubi Sarabant
- Viktor Janson como Barbock
- Hannsgeorg Laubenthal como tenente da parada
- Karel Štěpánek como Diener Felix
- Hans Hermann Schaufuß como tio Florian
- Gerda Maria Terno como empregada de Virginia
- Helmut Weiß como primo Bobbi
- Hubert von Meyerinck como Herzog von Rosalba
- Elsa Wagner como baronesa Champigny
- Alexa von Porembsky como Clara
- Edith Meinhard como empregada da baronesa
- Paul Bildt como oficial
- Franz Weber como funcionário do registo civil
- Ernst Legal como Enrico Strizzi
- Leopold von Ledebur como Zürus
- Bruno Fritz como tocador de realejo
- Käthe Kamossa como tia Walpurga
- Ilse von Collani como dama de honra de Helene
- Else Eckersberg como parente de Helene